# Bílý Potok pod Smrkem
Bílý Potok (deutsch  Weißbach) ist eine Gemeinde im Norden Tschechiens im Okres Liberec, Liberecký kraj.
Bílý Potok erstreckt sich im Isergebirge im Tal des Baches Hájený potok und der Smědá bis zu den Einmündungen der Bäche Bílý potok und Černý potok.

## Geschichte
1594 wurde Bílý Potok von Melchior von Redern gegründet.
Im 18. Jahrhundert war Bílý Potok eine von vielfältigen Gewerbebetrieben geprägte Gemeinde. Weite Teile von ihnen hatten sich auf die Papierherstellung aus Lumpen spezialisiert. Außerdem lassen sich zwei Spinnereien, elf Sägewerke und drei Mühlen nachweisen. Generell gesehen war und ist Bílý Potok eine Gemeinde, in der die Holzindustrie und Holzverarbeitung eine große Rolle spielte und spielt, wie anhand einer Sägerei im Ortsteil Zádní Studánka erkennbar ist. Der Ort gehörte zum Gerichtsbezirk Friedland bzw. zum Bezirk Friedland.
Nach dem Münchner Abkommen wurde der Ort dem Deutschen Reich zugeschlagen und gehörte bis 1945 zum Landkreis Friedland.
Im Sommer 2010 war der Ort stark vom Hochwasser der Smědá betroffen. Teile des Ortes standen unter Wasser und richteten große Schäden an.

## Bauwerke

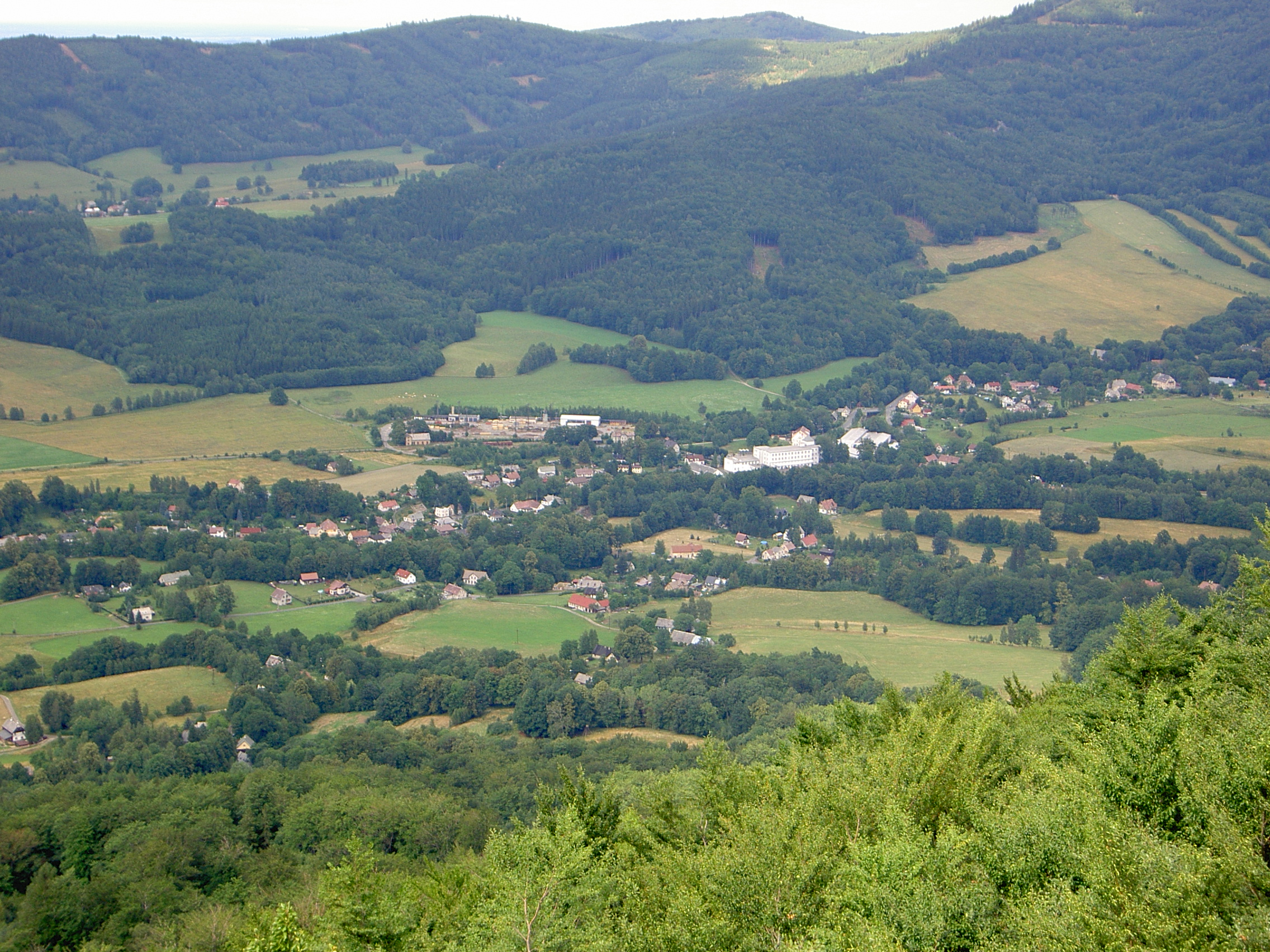
Bílý Potok pod Smrkem

- Kirche der Heiligen Dreifaltigkeit. An ihrer Stelle gab es bis 1888 eine Kapelle. Die Kirche wurde 1890 geweiht. Vor der Kirche befinden sich ein Brunnen und ein Denkmal für die Opfer des Ersten Weltkrieges.
- Das Schulgebäude nahe der Kirche wurde in den Jahren 1904–1906 im Sezessionsstil erbaut.
- Statue des Heiligen Johannes Nepomuk nahe dem Spielplatz der Schule.
- Straße nach Smědava: 1893–1895 wurde die Straße entlang des Flusses Směda errichtet. Als schwierig erwies sich dabei das Gestein des Isergebirges.

## Persönlichkeiten
- Adalbert Krause (1901–1979), österreichischer römisch-katholischer Ordensbruder